# هيليون للطاقة
هي شركة أمريكية لأبحاث الاندماج ، وتقع في إيفريت ، واشنطن . إنهم يطورون تقنية اندماج مغناطيسي بالقصور الذاتي لإنتاج الهيليوم-3 و
لانتاج طاقة الاندماج عن طريق الاندماج غير الآلي ،  والتي يمكن أن تنتج طاقة كهربائية نظيفة منخفضة التكلفة باستخدام وقود مشتق حصريًا من المياه.

## التقنية
تعتمد تقنية آلة الاندماج الخاصة بالشركة على تجارب مسرع البلازما الحثي (IPA)  التي أجريت من 2005 حتى 2012. يعمل هذا النظام نظريًا عند 1 هرتز ، بحقن البلازما ، وضغطها على ظروف الاندماج ، وتوسيعها ، واستعادة الطاقة (الحرارة) مباشرة لإنتاج الكهرباء. ادعت تجارب IPA التوصل إلى سرعات 300  كم / ث ، وإنتاج نيوترونات و الديوتيريوم ، ودرجات حرارة أيون الديوتيريوم وصلت إلى 2 كيلو فولت. وهي تقول أن نظام الاندماج النبضي المستخدم قادر نظريًا على العمل على مدار الساعة طوال أيام الأسبوع لإنتاج الكهرباء. نظرًا لحجمها الصغير نسبيا ، قد تكون الأنظمة قادرة على استبدال البنية التحتية الحالية للوقود الأحفوري دون الحاجة إلى استثمارات كبيرة. التقنية مبنية على أساس تسريع الهيلوم-3 المتأين من جهتين متضادتين ثم اصطدامهما ببعض.
ونشرت MSNW مقالات تصف تطبيق الديوتيريوم والتريتيوم الذي يعد أسهل طريقة لتحقيقه ولكنه يولد نيوترونات بطاقة 14 ميغا إلكترون فولت . على النقيض من ذلك ، فإن استخدام الديوتيريوم D (وهو الهيدروجين الثقيل) والهيليوم-3 كوقود يسمح في الغالب بالاندماج غير الآلي ، حيث يطلق 5 ٪ فقط من طاقته على شكل نيوترونات سريعة. الهليوم-3 نادر للغاية ومكلف للغاية، لذلك تنتج آلة هيليون للاندماج تفاعلات جانبية لإنتاج هيليوم-3 من D-D ثم استخدامها في تفاعلات الديوتيريوم-الهيليوم-3. عند اندماج ذرتين من الديوتيريوم توجد فرصة بنسبة 50 ٪ لإنتاج ذرة هيليوم-3 وفرصة متساوية 50% لإنتاج ذرة تريتيوم-3 (الذي هو هيدروجين-3)، التي تتحلل باضمحلال بيتا منتجة المزيد من الهيليوم-3 و عمر النصف لها يبلغ 12.32 سنة.
تخطط Helion لالتقاط الهيليوم-3 المنتج بهذه الطريقة وإعادته إلى آلة الاندماج كوقود إضافي ، مما يزيد من إنتاج الطاقة. حصلت هيليون على براءة اختراع في هذه العملية. للهيليوم-3 أيضًا تطبيقات في الأدوات العلمية والتصوير الطبي من المحتمل أن يفتح تدفقًا إضافيًا للإيرادات للشركة.

### الحبس
يستخدم أسلوب الاندماج هذا المجال المغناطيسي لـتشكيل حقل مستقر معكوس التكوين (FRC) . في غرفة حبس في شكل أسطواني محزّم في الوسط (في شكل مخروطان متقابلي الرأسين). تحبس البلازما المكونة من هيليوم-3 في كل من طرفي الغرفة وتـُرفع درجة حرارتهما ، ثم تعجلان فجأة عكسيا للاصطدام رأسيا في وسط الأسطوانة فيتم تفاعلهما الاندماجي .

### الضغط
لحقن البلازم المستهدف في غرفة ضغط الاندماج . غرفة الضغط أسطوانية الشكل منحصرة عند وسطها . يتم تكوين بلازما الهيليوم-3 في طرفي غرفة الضغط ورفع درجة حرارتهما بواسطة مجالات مغناطيسية حولهما . ثم يتم تسريع جزئي البلازما معكوسين إلى سرعات تتجاوز 450 كم / ثانية مع المجالات المغناطيسية النبضية لتتصادم مع بعضها البعض عند وسط غرفة الحبس. فينضغط جزئي البلازما في وسط الغرفة وتنحصر وتحدث تفاعلات الإندماج  تستهدف الخطط الموضوعة تعلية ضغط بلازما الاندماج إلى 12 تسلا .

### توليد الطاقة
يتم التقاط الطاقة بواسطة تحويل الطاقة المباشر الذي يستخدم تمدد البلازما للحث على تيار في ملفات الضغط والتسريع المغناطيسية وتترجم منتجات الاندماج عالية الطاقة ، مثل جسيم ألفا مباشرة في إنتاج الجهد الكهربائي. هذا يلغي الحاجة إلى التوربينات البخارية وأبراج التبريد وما يرتبط بها من خسائر في الطاقة. وفقًا للشركة ، تسمح هذه العملية أيضًا باستعادة جزء كبير من طاقة التشغيل بكفاءة ذهابًا وإيابًا تزيد عن 95٪.

## التاريخ
نشر فريق Helion بحثًا تمت مراجعته من قِبل الخبراء يوضح إنتاج النيوترونات من تفاعل D-D في عام 2011. تأسست الشركة في عام 2013 من قبل David Kirtley و John Slough و Chris Pihl و George Votroubek.
فاز فريق الإدارة في مسابقة National Cleantech Open Energy Generation لعام 2013 والجوائز في مسابقة Future Energy Startup لعام 2014 وكالة مشاريع الأبحاث المتقدمة للطاقة ، وكان  أن حصلت على عقد ARPA-E ALPHA لعام 2015 ، لبناء "آلة ضغط مغناطيسية على مراحل بغرض التوصل إلى ظروف احداث الاندماج".
في عام 2014 ، وفقًا للجدول الزمني على موقع الشركة على الويب ، تم تطوير Grande ، النموذج الأولي للاندماج الرابع لشركة Helion ، لاختبار التشغيل الميداني العالي. يحقق غراندي ضغط المجال المغناطيسي لـ 4 تسلا ، ويشكل FRCs بمقياس سم ، ويصل إلى درجات حرارة بلازما تبلغ 5 كيلو فولت. تتفوق Grande على أي شركة اندماج خاصة أخرى.
في عام 2015 ، أظهر Helion أول استعادة مباشرة للطاقة المغناطيسية من نظام مغناطيسي نابض تحت النطاق ، باستخدام ترانزستورات ثنائية القطب ذات بوابة معزولة عالية الجهد لاستعادة الطاقة بكفاءة تزيد عن 95 ٪ ذهابًا وإيابًا لأكثر من مليون نبضة. في نظام أصغر ، أظهر الفريق تشكيل أكثر من مليار FRCs.
في عام 2018 ، كان النموذج الأولي الخامس "Venti" يحتوي على مجالات مغناطيسية تبلغ 7 تيرابايت وبكثافة عالية ، ودرجة حرارة أيون تبلغ 2 كيلو فولت. إنتاج النيوترونات في تقرير أكتوبر 2018 في الاجتماع السنوي لبرنامج ALPHA الذي تنظمه وزارة الطاقة الأمريكية وكالة مشاريع الأبحاث المتقدمة للطاقة. حققت التجارب التي أجريت في ذلك العام البلازما باستخدام بضعة keV لدرجات الحرارة  ومنتج ثلاثي لـ 6.4 × 1018 keV·s/m3.
في عام 2021 ، أعلنت الشركة أنه بعد دورة اختبار مدتها 16 شهرًا مع أكثر من 10000 نبضة ، وصل نموذجها الأولي السادس ، Trenta ، إلى 100 مليون درجة مئوية ، وهي درجة الحرارة التي سيديرون مفاعلًا تجاريًا عندها. تجاوزت مجالات الضغط المغناطيسي 10 تسلا ، وتجاوزت درجات حرارة الأيونات 8 كيلو إلكترون فولط (keV) ، وتجاوزت درجات حرارة الإلكترون 1 كيلو إلكترون فولط . أبلغت الشركة أيضًا عن كثافات أيونية تصل إلى  3 × 10  22  أيونات / م  3  وأوقات حبس تصل إلى 0.5 ملي ثانية.
كان النموذج الأولي من الجيل السابع لشركة Helion ، مشروع Polaris قيد التطوير في عام 2021 ، ومن المتوقع اكتماله في عام 2023. كان من المتوقع أن يزيد الجهاز معدل النبض من نبضة واحدة كل 10 دقائق إلى نبضة واحدة في الثانية لفترات قصيرة. هذا النموذج الأولي هو الأول من نوعه تكون قادرة على تسخين بلازما الاندماج حتى درجات حرارة أعلى من 100 مليون درجة مئوية. تتوقع الشركة أن تكون Polaris قادرة على إنتاج كهرباء أكثر من كمية الكهرباء اللازمة للعمل بحلول عام 2024.
في عام 2022 ، كانت الشركة واحدة من خمسة من المتأهلين للتصفيات النهائية لجوائز 2022 GeekWire للابتكار لهذا العام ، وتحديدًا لفئة بدء تشغيل الطاقة الاندماجية.
اعتبارًا من يناير 2022 ، التكرار الثامن ، Antares ، في مرحلة التصميم.

## التمويل
تلقت Helion Energy تمويلاً بقيمة 7 ملايين دولار من ناسا ، و وزارة الطاقة الأمريكية ووزارة الدفاع ،  متبوعًا بمبلغ 1.5 مليون دولار من القطاع الخاص في أغسطس 2014 بشأن معجل الجسيمات Y Combinator . في سبتمبر 2020 ، بلغت قيمة الشركة 1.25 مليار دولار. اعتبارًا من أواخر عام 2021 ، بلغ إجمالي الاستثمار 77.8 مليونًا.
.
في نوفمبر 2021 ، تلقت Helion 0.5 مليار دولار من التمويل من الفئة E ، مع 1.7 مليار دولار إضافية من الالتزامات المرتبطة بمعالم محددة. التمويل كان بقيادة سام التمان.

## النقد
ذكر الباحث المتقاعد معمل برينستون لفيزياء البلازما "دانيال جاسبي" أن هيليون إنيرجي في رسالة مُدرجة في النشرة الإخبارية الجمعية الفيزيائية الأمريكية "الفيزياء والمجتمع" (أبريل 2019) من بين الشركات الناشئة التي يُزعم أنها تمارس " اندماج الفودو " بدلاً من العلم الشرعي. وأشار إلى أن الشركة هي واحدة من العديد من الشركات التي تدعي باستمرار "الطاقة خلال 5 إلى 10 سنوات ، ولكن يبدو أن جميع تجاربها تقريبًا لم ينتج عنها تفاعل اندماج D-D واحد". ومع ذلك ، نشرت Helion بحثًا تمت مراجعته من قِبل الخبراء يوضح إنتاج نيوترونات D-D في وقت مبكر من عام 2011  ووفقًا لـ JASON (مجموعة استشارية ) حقق فريق مراجعة مشروع VENTI ، وهو نموذج أولي فرعي Helion تم تطويره جزئيًا من برنامج ALPHA ، توصلت النتائج الأولية لـكثافة 8 × 1022 أيونات/متر3 ، لمدة 4 × 10−5 ثانية زمن حبس للطاقة ودرجة حرارة 2 كيلو فولت في عام 2018.

## اقرأ أيضا
- تشكيل المجال المعكوس
- صاروخ اندماجي
- صاروخ البلازما المغناطيسية متغير الاندفاع النوعي
- توكاماك DIII-D
- سبارك (توكاماك)